# Tura
Tura is een plaats (város) en gemeente in het Hongaarse comitaat Pest. Tura telt 7987 inwoners (2007).